# 망월사 (경주시)
망월사(望月寺)는 경상북도 경주시 포석로 682-17 (배동)에 있는 원효종 소속의 사찰이다. 

## 같이 보기
- 경주 남산
- 삼불사